# 루크 브레이시
루크 브레이시(Luke Bracey, 1989년 4월 26일 ~ )는 오스트레일리아의 배우이다. 《홈 앤 어웨이》에서 트레이 파머 역으로 잘 알려져 있으며, 《몬테 카를로》에도 출연했다.

## 출연 작품
- 홀리데이트 - 잭슨 역
- 인터셉터 - 알렉산더 역